# Voluta morrisoni
Voluta morrisoni is een slakkensoort uit de familie van de Volutidae. De wetenschappelijke naam van de soort is voor het eerst geldig gepubliceerd in 1980 door Petuch.